# Nach (rappeur)
Pour les articles homonymes, voir Nach.
Nach, de son vrai nom Ignacio José Fornés Olmo, né le 1er octobre 1974 à Albacete,  est un MC espagnol. Il est l'un des plus anciens rappeurs de la scène espagnole.

## Biographie
Ignacio Fornés Olmo est titulaire d'un diplôme de sociologie obtenu à l'université d'Alicante, où il réside. En 1994, il réalise sa première maquette intitulée D.E.P., suivie par Trucos en 1997. 
Son deuxième album Poesía difusa parle d'hypocrisie sociale. Il y fait participer Arma Blanca, Lírico, Shuga Wuga, Titó et Quiroga, entre autres.
En 2010, il rejoint le groupe de rap Diversidad composé de rappeurs venus de toute l'Europe. En 2012, il effectue sa première tournée en Amérique latine appelée Latam Tour au Mexique, en Colombie, au Venezuela, au Chili, en Argentine, et au Pérou. En juillet 2013, Nach commence à travailler sur l'album Los Viajes Inmóviles officiellement publié le 25 février 2014. Nach innove avec cet album : il change de style et s'essaye au slam En 2014, l'ABC choisit le rappeur pour écrire et jouer l'hymne, intitulé Juega, de la saison 2004-2005 de basket-ball.

## Discographie
- 1995 : D.E.P. (maquette)
- 1997 : Trucos (maquette)

### Albums studio
- 1999 : En la brevedad de los días
- 2003 : Poesía difusa
- 2005 : Ars Magna - Miradas
- 2008 : Un Día en Suburbia
- 2011 : Mejor que el silencio
- 2014 : Los Viajes Inmóviles
- 2015 : A Través De Mí

### DVD
- 2003 : Poesía Difusa (concierto) (DVD) (Boa Music, 2003)

### EP
- 2004 : Juega